# Estació de Blanes
Blanes és una estació de ferrocarril propietat d'Adif situada a la població de Blanes, a la comarca catalana de la Selva. L'estació es troba a la línia Barcelona-Mataró-Maçanet per on circulen trens de les línies de rodalia R1 i RG1 de Rodalies de Catalunya operades per Renfe Operadora.
Aquesta estació de la línia de Mataró va entrar en servei el 1859 quan es va obrir la segona ampliació del ferrocarril de Barcelona a Mataró, la primera línia de ferrocarril de la península Ibèrica, des d'Arenys de Mar a Tordera. La iniciativa de la construcció del ferrocarril havia estat de Miquel Biada i Bunyol per dur a terme les múltiples relacions comercials que s'establien entre Mataró i Barcelona.
Des d'Arenys de Mar a Maçanet-Massanes la línia és en via única. Tant l'Autoritat del Transport Metropolità al Pla Director d'Infraestructures 2009-2018, com per part del Ministeri de Foment d'Espanya al Pla Rodalies de Barcelona 2008-2015, es preveu la duplicació de vies entre Arenys de Mar i Blanes.
L'any 2016 va registrar l'entrada de 618.000 passatgers.
És capçalera de part dels serveis procedents de l'Hospitalet de Llobregat. L'estació està situada al sud-oest, una mica separada del nucli urbà, per accedir-hi hi ha línies d'autobús urbà que l'uneixen amb diferents zones de Blanes i amb la població veïna de Lloret de Mar.

## Serveis ferroviaris
| Procedència/Destinació    | <              | Línia | >       | Procedència/Destinació    |
| ------------------------- | -------------- | ----- | ------- | ------------------------- |
| Rodalia de Girona         |                |       |         |                           |
| L'Hospitalet de Llobregat | Malgrat de Mar |       | Tordera | Figueres Portbou          |
| Rodalia de Barcelona      |                |       |         |                           |
| L'Hospitalet de Llobregat | Malgrat de Mar |       | Tordera | terminal Maçanet-Massanes |

## Galeria d'imatges

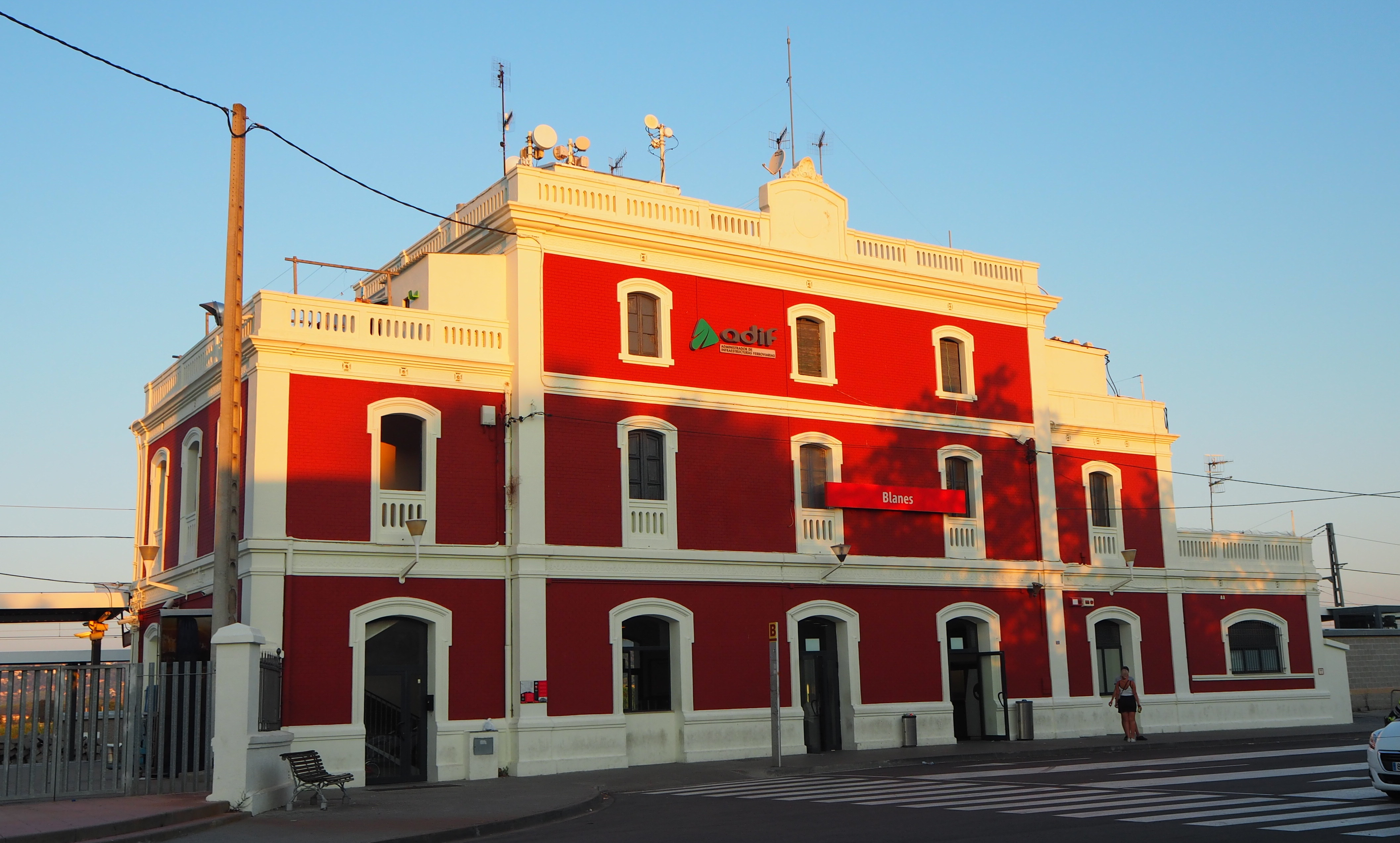
Accés i edifici de viatgers
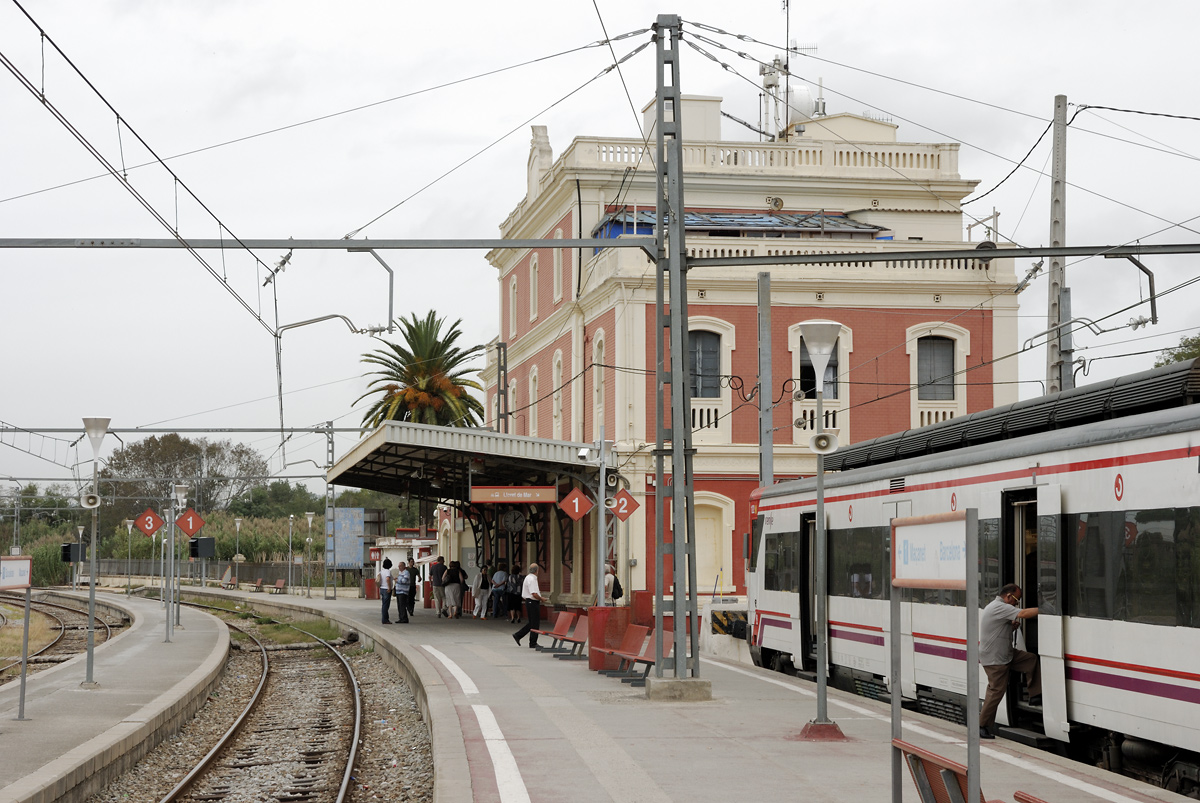
L'estació el 2007
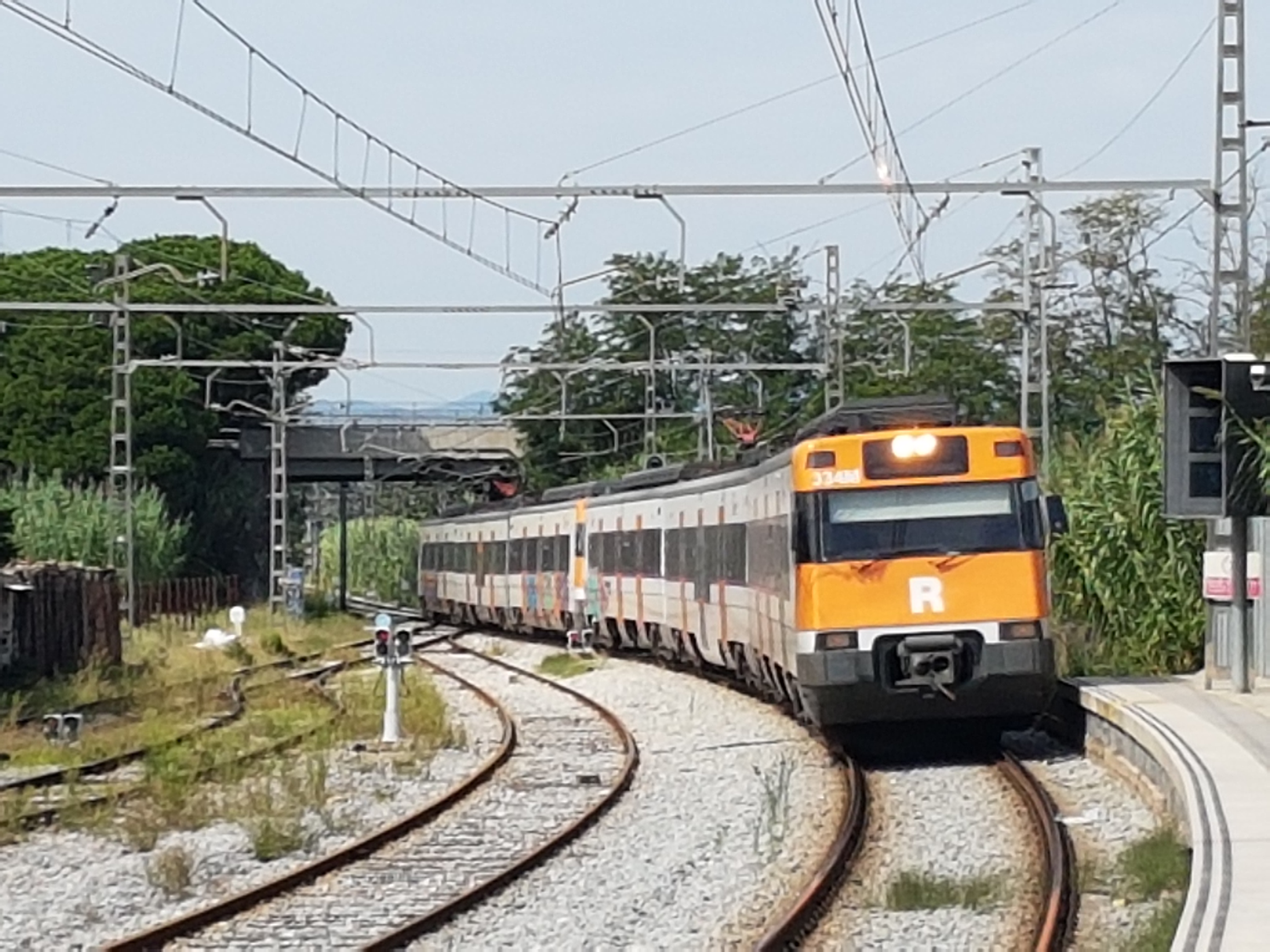
RG1 direcció Barcelona entra per via 1